# Колачно (Словенське Коніце)
Колачно (словен. Kolačno) — поселення в общині Словенське Коніце, Савинський регіон, Словенія. Висота над рівнем моря: 314,8 м.